# Liste des métropoles du Nebraska
Cet article donne une Liste des métropoles du Nebraska aux États-Unis.
Une région (ou aire) métropolitaine aux États-Unis se définit par une approche fonctionnelle et non comme en Europe par une approche historique. Elle consiste en un noyau de comtés urbanisés auquel sont rattachés d'autres comtés contigus sur des critères basés sur le degré d'intégration économique et social (la région métropolitaine prend le nom de la ou des villes les plus importantes incluses dans ce noyau).
| Rang | Métropole                           | Population 2011 estimé | Aires concernées |
| ---- | ----------------------------------- | ---------------------- | --- |
| 1    | Aire métropolitaine d'Omaha         | 865 350                | dans le Nebraska : les comtés de Douglas), de Sarpy, de Cass, de Saunders, et de Washington dans l'Iowa : les comtés de Pottawattamie, de Mills et de Harrison |
| 2    | Aire métropolitaine de Lincoln      | 302 157                | dans le Nebraska : les comtés de Lancaster et de Seward |
| 3    | Aire métropolitaine de Sioux City   | 144 062                | voir la composition détaillée dans Iowa |
| 4    | Aire métropolitaine de Grand Island | 73 551                 | dans le Nebraska : les comtés de Hall, de Merrick et de Howard                                                                                                 |